# Mississippi River, Ontario
Mississippi River är ett vattendrag i Kanada.   Det ligger i provinsen Ontario, i den sydöstra delen av landet, 50 km väster om huvudstaden Ottawa. Mississippi River ligger vid sjön Lac des Chats.
Omgivningarna runt Mississippi River är en mosaik av jordbruksmark och naturlig växtlighet. Runt Mississippi River är det ganska glesbefolkat, med 29 invånare per kvadratkilometer.